# Korie Hlede
Koraljka Hlede, detta Korie (Zagabria, 29 marzo 1975), è un'ex cestista e allenatrice di pallacanestro croata, professionista nella WNBA.

## Carriera
È stata selezionata dalle Detroit Shock al primo giro del Draft WNBA 1998 (4ª scelta assoluta).
Con la Croazia ha disputato i Campionati europei del 1995.

## Palmarès
- Miglior tiratrice da tre punti WNBA (2000)